# Tonka Petrova
Tonka Petrova (Bulgaria, 1 de febrero de 1947) es una atleta búlgara retirada especializada en la prueba de 1500 m, en la que consiguió ser campeona europea en pista cubierta en 1974.

## Carrera deportiva
En el Campeonato Europeo de Atletismo en Pista Cubierta de 1974 ganó la medalla de oro en los 1500 metros, con un tiempo de 4:10.97 segundos que fue récord de los campeonatos, por delante de la alemana Karin Krebs y la soviética Tamara Kazachkova.